# Canottaggio ai XVII Giochi del Mediterraneo - Singolo pesi leggeri femminile
Le gare di canottaggio nella categoria singolo pesi leggeri femminile si sono tenute tra il 21 e il 23 giugno 2013 alla Diga di Seyhan, a nord di Adana.

## Calendario
Fuso orario EET (UTC+3).
| Date      | Time  | Round    |
| --------- | ----- | -------- |
| 21 giugno | 10:10 | Batterie |
| 23 giugno | 10:15 | Finale A |

## Risultati

### Batteria 1
| Pos. | Atleta                | Paese   | Tempo   | Note     |
| ---- | --------------------- | ------- | ------- | -------- |
| 1    | Laura Milani          | Italia  | 7:49.37 | Finale A |
| 2    | Aikaterini Nikolaidou | Grecia  | 7:51.02 | Finale A |
| 3    | Anna Ioannou          | Cipro   | 7:54.84 | Finale A |
| 4    | Amina Rouba           | Algeria | 8:26.65 | Finale A |
| 5    | Nour Elhouda Taieb    | Tunisia | 8:41.10 | Finale A |

### Finale A
| Pos. | Atleta                | Paese   | Tempo   |
| ---- | --------------------- | ------- | ------- |
|      | Aikaterini Nikolaidou | Grecia  | 7:45.71 |
|      | Laura Milani          | Italia  | 7:49.47 |
|      | Anna Ioannou          | Cipro   | 7:50.41 |
| 4    | Amina Rouba           | Algeria | 8:21.07 |
| 5    | Nour Elhouda Taieb    | Tunisia | 8:37.62 |